# Liste d'élections en 1825
Chronologie des élections
- 1821
- 1822
- 1823
- 1824
- 1825
- 1826
- 1827
- 1828
- 1829

Cet article recense les élections organisées durant l'année 1825.

Au milieu des années 1820, seuls le Royaume-Uni, les États-Unis, la France, la Norvège et le Portugal procèdent à des élections nationales. Tous appliquent le suffrage censitaire masculin, à l'exception du Portugal qui applique le suffrage universel masculin. 

## Élections nationales en 1825
| Date                          | État              | Élection ou référendum                    | Contexte | Résultat |
| ----------------------------- | ----------------- | ----------------------------------------- | --- | --- |
| 7 juillet 1824 - 30 août 1825 | États-Unis        | Législatives (chambre (en) et sénat (en)) | La vie politique américaine est en recomposition. Le Parti fédéraliste s'est effondré. Le Parti républicain-démocrate (antifédéraliste, républicain (en)) se scinde entre partisans du nouveau président John Quincy Adams et partisans de son adversaire Andrew Jackson. | La faction Adams remporte une très courte majorité absolue des sièges à la Chambre des représentants, mais la faction Jackson obtient de justesse la majorité absolue au Sénat. |
| 1825                          | Grande Colombie   | Présidentielles (es)                      | | Cette section est vide, insuffisamment détaillée ou incomplète. Votre aide est la bienvenue ! Comment faire ?                                                                   |
| 20 mars                       | Costa Rica        | Chef d'État (en)                          | | Cette section est vide, insuffisamment détaillée ou incomplète. Votre aide est la bienvenue ! Comment faire ?                                                                   |
| 21 avril                      | Amérique centrale | Fédérales (en)                            | | Cette section est vide, insuffisamment détaillée ou incomplète. Votre aide est la bienvenue ! Comment faire ?                                                                   |

## Élections en subdivisions nationales en 1825
Cette section concerne les élections législatives dans un État fédéré, une subdivision territoriale ou une colonie d'un État souverain, ainsi que leurs principaux référendums.
| Date                               | Subdivision | État                     | Élection ou référendum | Contexte                           | Résultat |
| ---------------------------------- | ----------- | ------------------------ | ---------------------- | ---------------------------------- | --- |
| 27 décembre 1824 - 25 janvier 1825 | Bavière     | Confédération germanique | Législatives (de)      | Élections de la deuxième mandature | Cette section est vide, insuffisamment détaillée ou incomplète. Votre aide est la bienvenue ! Comment faire ? |
| 1825                               | Nassau      | Confédération germanique | Législatives (de)      |                                    | Cette section est vide, insuffisamment détaillée ou incomplète. Votre aide est la bienvenue ! Comment faire ? |